# Joseph Ganda
Joseph Ganda, né le 7 ou le 22 mars 1932 à Serabu (district de Bo, Province du Sud) et mort le 9 août 2023, est un prélat catholique sierra-léonais.
Ordonné prêtre en 1961, il est nommé évêque de Kenema en 1970, puis devient archevêque de Freetown en septembre 1980. Il prend sa retraite en mars 2007.
Il a été deux fois président de la Conférence inter-territoriale des évêques catholiques de Gambie et Sierra Leone, de 1980 à 1983, et de 2001 à 2003.